# Túmulo real de Kivik
O túmulo real de Kivik (em sueco: Kungagraven i Kivik, Kiviksgraven) é um sítio arqueológico situado perto de Kivik, na parte sudeste de Escânia, na Suécia. O sítio é o que resta de um extraordinário enterro duplo da Idade do Bronze nórdica c. 1400 a.C.

## Local
O local está localizado a cerca de 320 metros da costa leste de Escânia. Esses dois enterros são únicos. Tanto na construção quanto no tamanho - é um local circular medindo 75 metros de diâmetro - este túmulo difere da maioria dos enterros europeus da Idade do Bronze. Mais importante ainda, os quistos são adornados com petroglifos. As imagens esculpidas nas pedras retratam pessoas, animais (incluindo pássaros e peixes), navios, lures sendo reproduzidos, símbolos e uma carruagem puxada por dois cavalos e com rodas de quatro raios.

## História

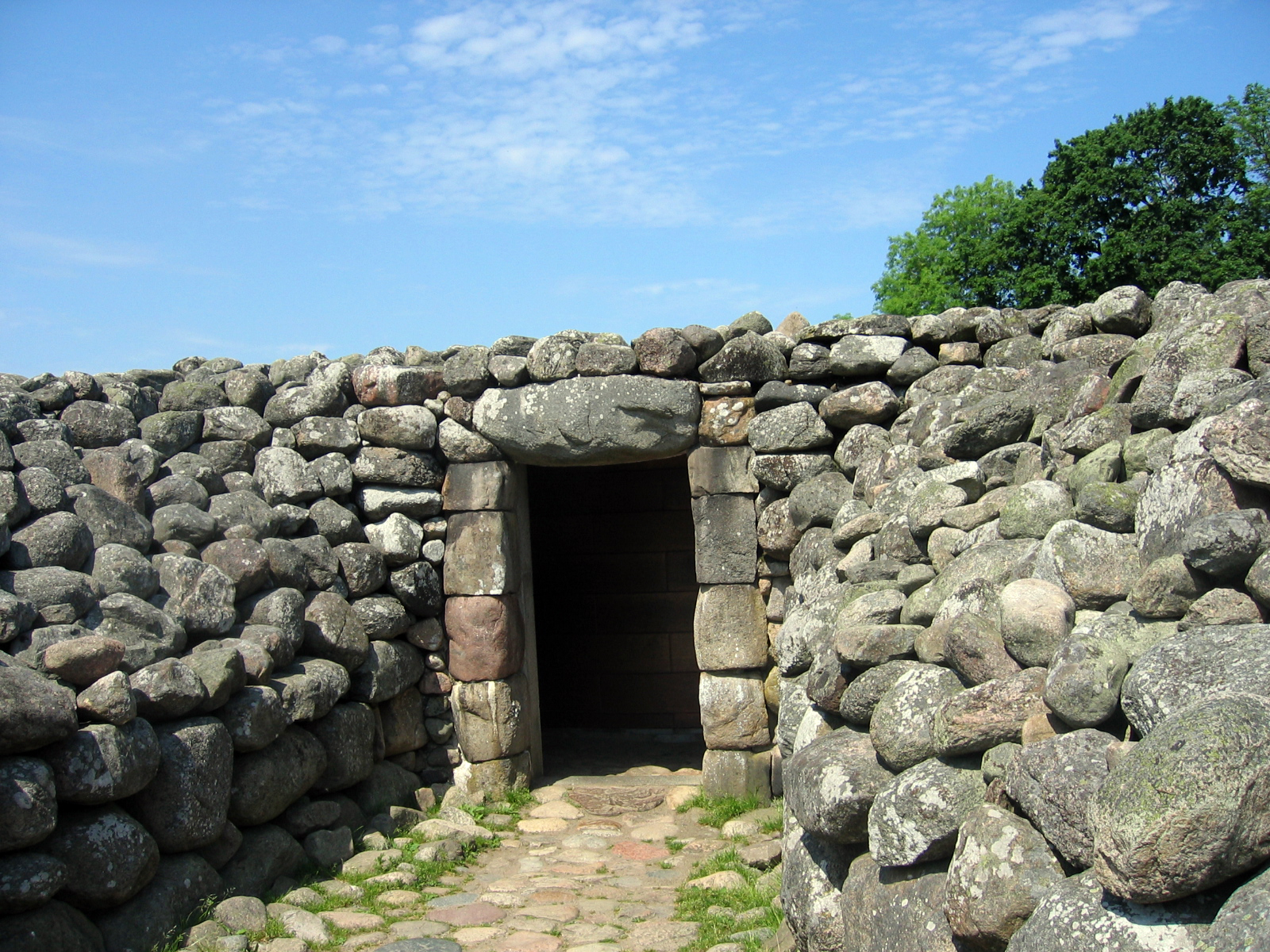
Entrada reconstruída para o túmulo

O local foi usado como pedreira para materiais de construção até 1748, quando dois agricultores descobriram 3,25 metros de túmulo, com orientação norte-sul, construído com dez lajes de pedra. Ainda assim, as pedreiras continuaram e algumas das pedras desapareceram. Em 1756, o local foi analisado pelo antiquário e arqueólogo Nils Wessman (1712-1763). Wessman havia realizado extensas viagens à Escânia nas décadas de 1740 e 1750 para investigações arqueológicas. 
O local foi escavado pelo arqueólogo Gustaf Hallström (1880-1962) a partir de 1931. De 1925 até sua aposentadoria em 1945, Hallström trabalhou como antiquário no Conselho Nacional do Patrimônio Sueco (Riksantikvarieämbetet). Entre 1931–1933, uma escavação completa foi realizada e os restos de um assentamento da Idade da Pedra foram encontrados sob o enorme monte de pedras, incluindo uma grande quantidade de fragmentos de pedra de pedra. Somente dentes, fragmentos de bronze e alguns pedaços de osso foram encontrados, datando da Idade do Bronze.
O monte continha dois cistos. No lado esquerdo do extremo sul do cisto, havia lajes de pedra elevadas a 1,2 metros de   comprimento e 0,65 metros de largura. Foi nomeado Túmulo do Rei devido ao seu tamanho, muito antes de ser conhecido por conter dois enterros. Como o local foi sujeito a vários saques, não há achados confiáveis, mas acredita-se que os dois túmulos foram construídos ao mesmo tempo.
Após a escavação, a tumba foi restaurada, mas ninguém sabe se parece com seu estado original. Uma comparação com outros túmulos contemporâneos sugere que o local pode ter sido três vezes maior que os 3,5 metros como restaurado. A restauração foi baseada em gravuras do século XVIII e conjecturas. Uma nova câmara foi construída a partir de concreto e um túnel se estendeu até as cistas. Hoje, é possível que os visitantes do local entrem na tumba e vejam as pedras gravadas.

## Galeria

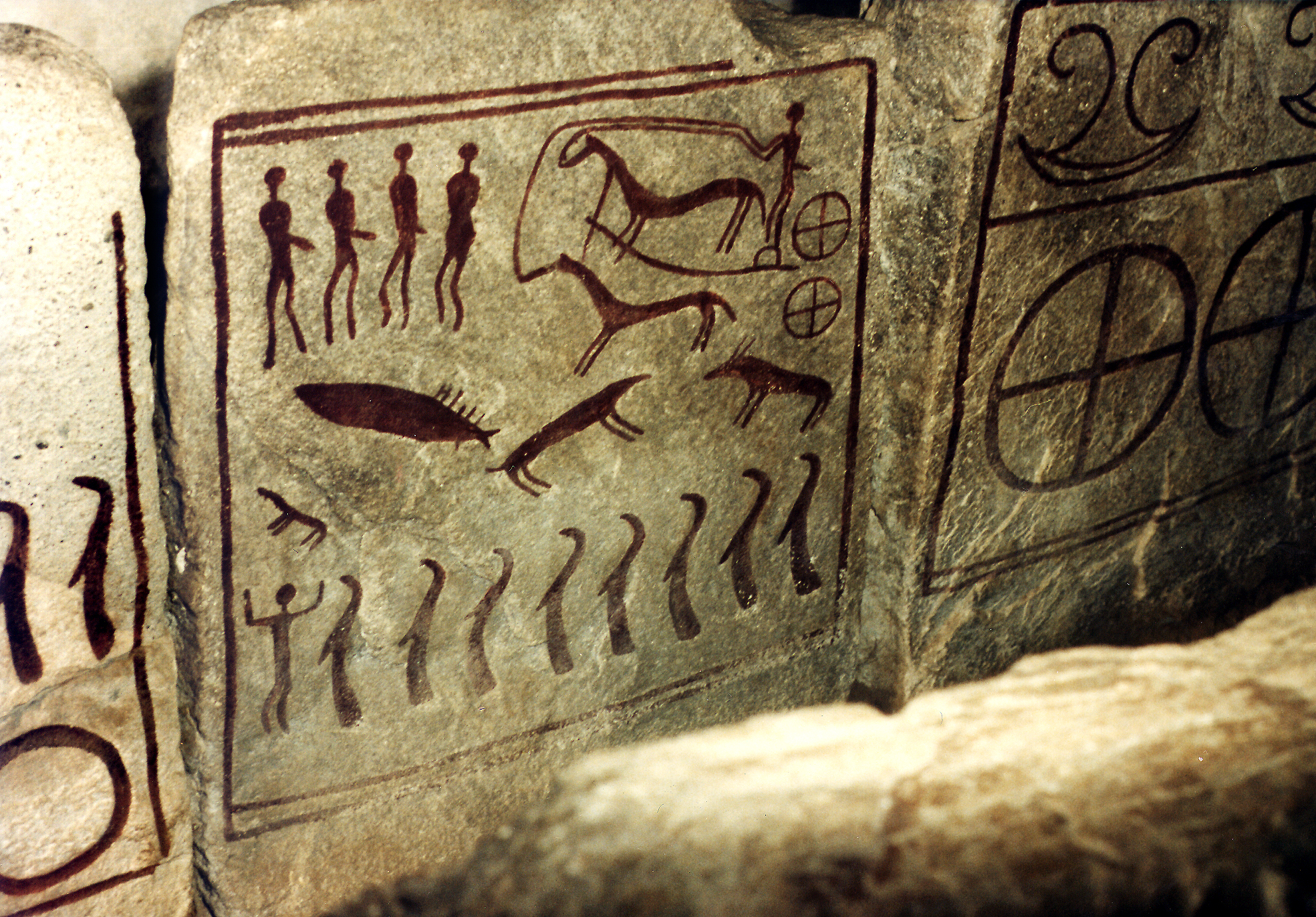
Uma das dez lajes de pedra mostra uma carruagem puxada a cavalo com duas rodas de quatro raios
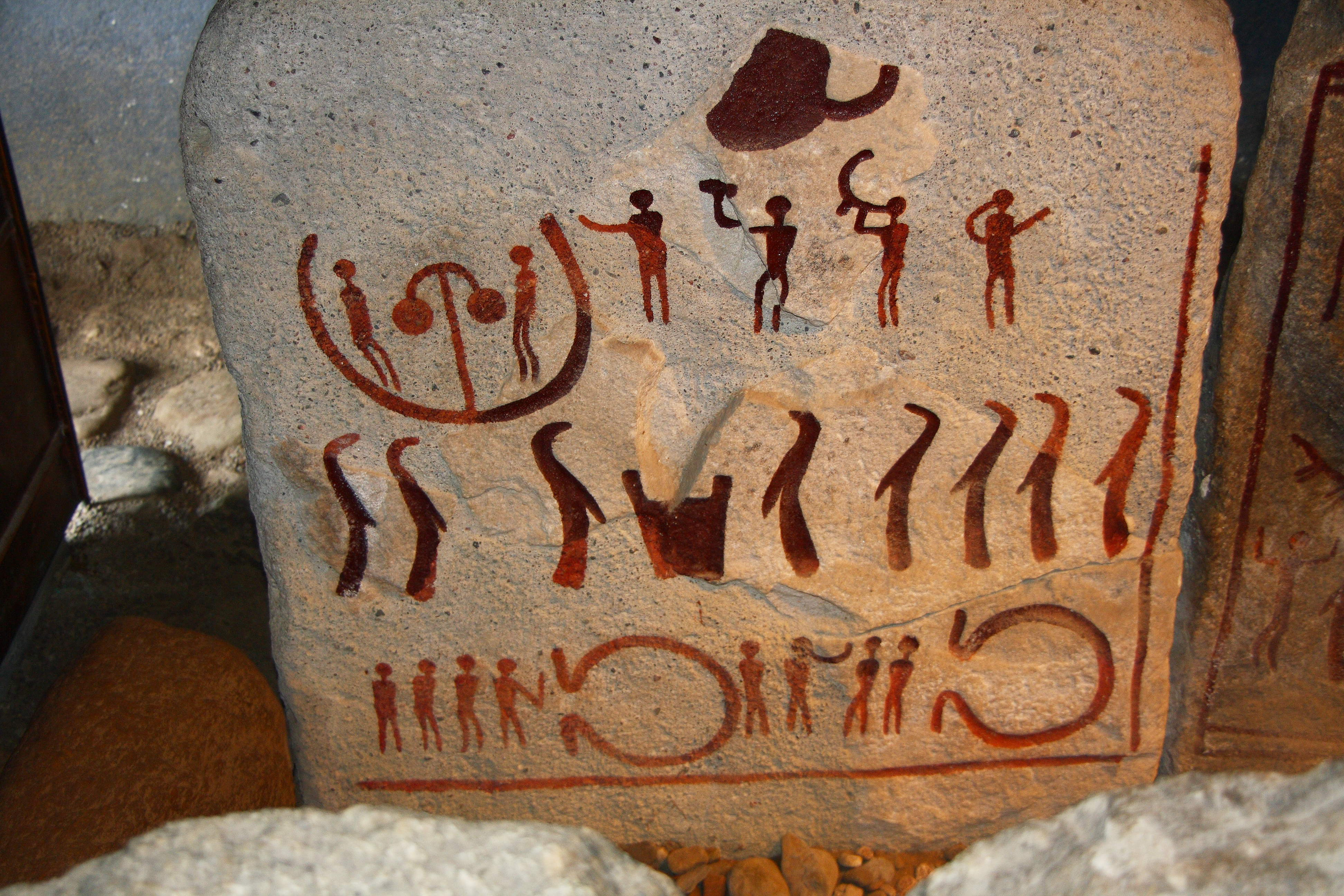
Uma das lajes de pedra mostra pessoas (oito em roupas longas)
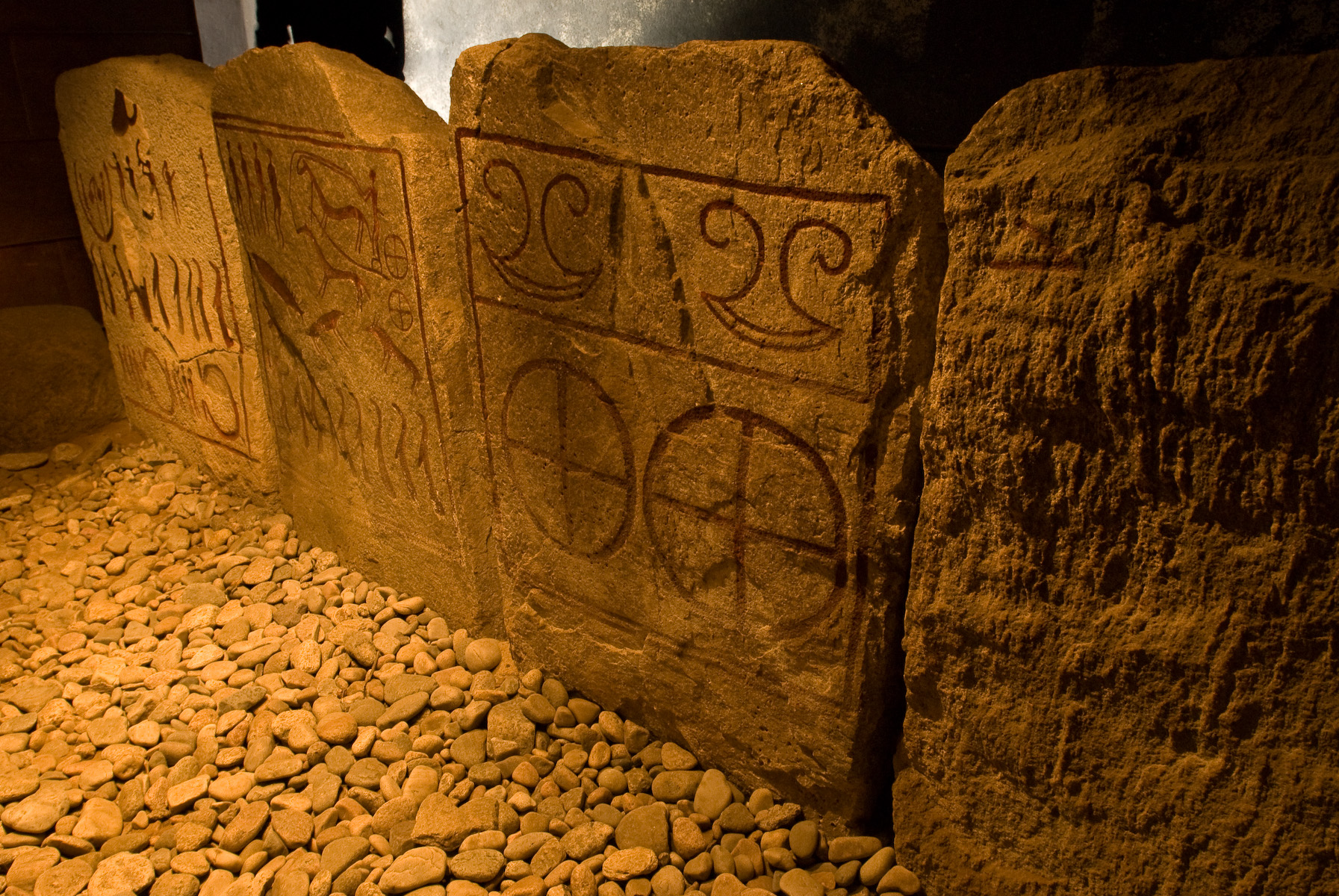
As pedras do túmulo em frente ao túmulo de Kivik
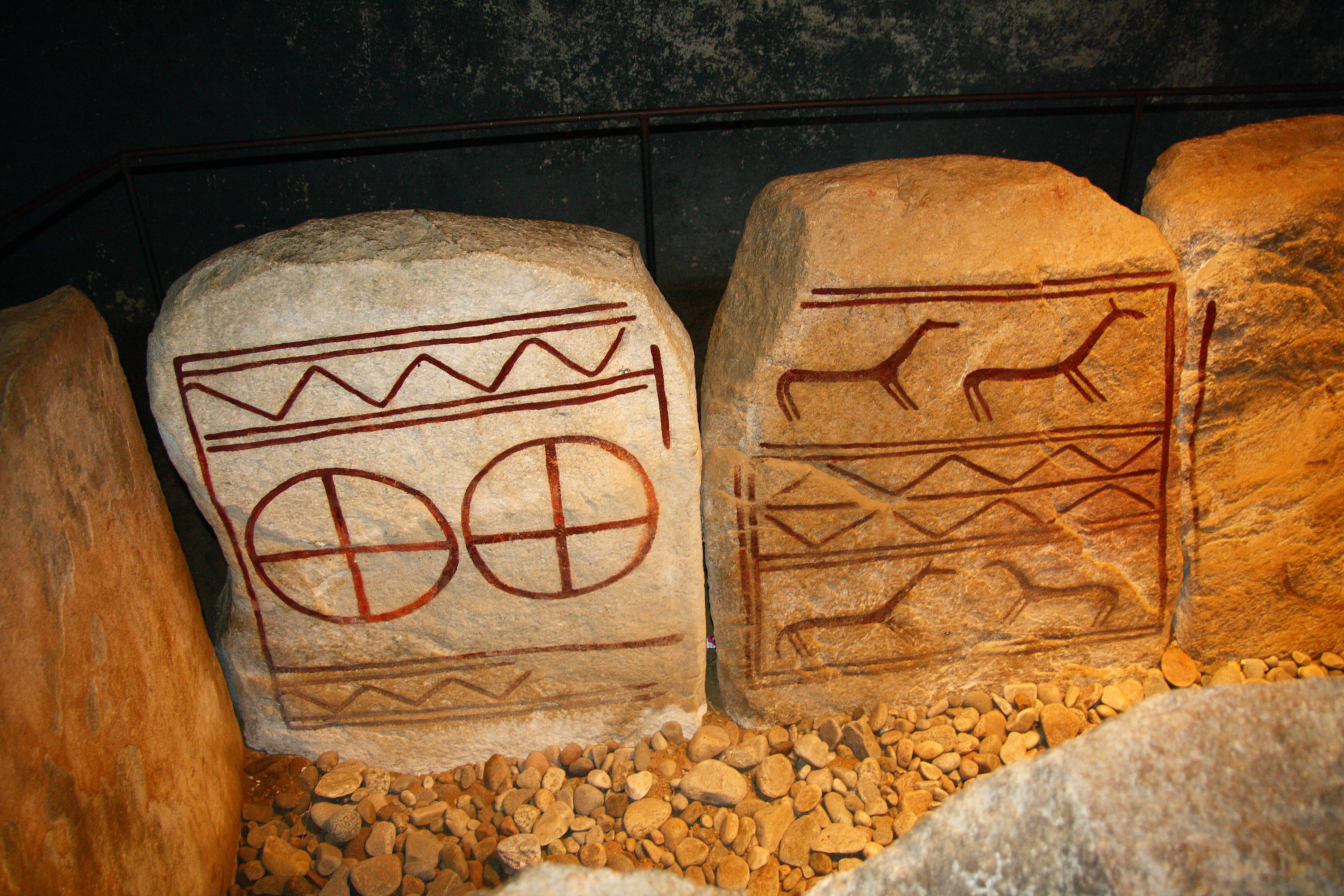
Pedras dentro do monte de pedras de Kivik
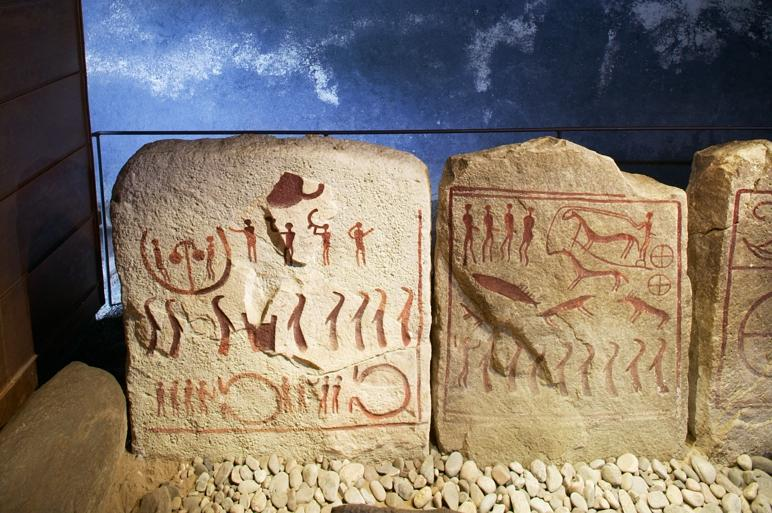
Pedras dentro do monte de pedras de Kivik